# Europastraße 73
Die Europastraße 73 (kurz: E 73) beginnt als M6 bei Érd in Ungarn und führt entlang der Donau in Richtung Osijek in Kroatien. Sie wird dann als A5 im Osten Kroatiens weitergeführt. Im weiteren Verlauf in Richtung Svilaj (Bosnien) wird die E 73 nach dem Grenzübergang in Bosnien und Herzegowina als A1 weitergeführt. Über Zenica, Sarajevo und Mostar führt sie zum Grenzübergang Metković, wo sie dann wieder nach Kroatien führt. Bei Ploče endet diese Autobahn vorläufig. Die genannten Autobahnen im Zuge der E 73 haben etliche Ausbaulücken.

## E73 (M6) in Ungarn
Die M6 ist eine Autobahn im südlichen Ungarn, die von Budapest aus nach Süden verläuft. Ihre Gesamtlänge beträgt 212 km.

## E73 (A5) in Kroatien
Die Autobahn 5, auch Slavonska autocesta (Slawonische Autobahn) genannt, ist eine teilweise im Bau befindliche Autobahn im Osten von Kroatien. Vollständig ausgebaut wird diese Strecke etwa 88,6 km lang sein und von Branjin vrh bei Beli Manastir an der ungarischen Grenze über Osijek nach Svilaj an der bosnisch-herzegowinischen Grenze führen. Freigegeben ist bereits die Strecke Svilaj – Sredanci – Đakovo – Osijek.
Die A5 wird im Besitz der Autobahngesellschaft Hrvatske Autoceste d.o.o. (HAC) und mautpflichtig sein.

## E73 (A1) in Bosnien-Herzegowina

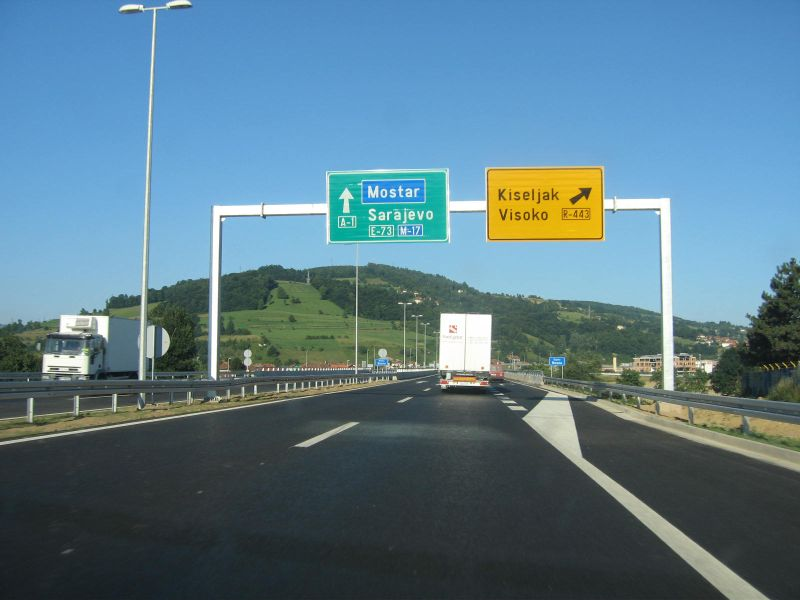
Autobahnausfahrt Visoko (Richtung Sarajevo)

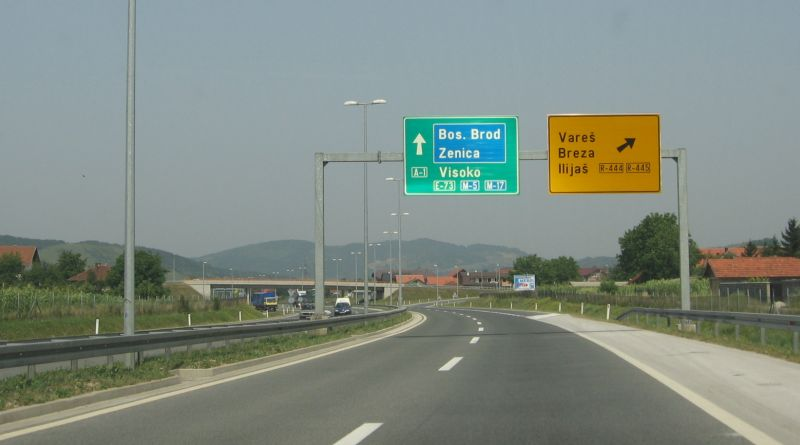
Autobahnausfahrt Ilijaš (Richtung Zenica)

Die A1 ist eine geplante bzw. bisher nur in Teilen fertiggestellte bzw. im Bau befindliche Autobahn in Bosnien und Herzegowina. Die Autobahn sollte von Zenica nach Mostar über Sarajevo in den Jahren von 2009 bis 2014 gebaut werden, wobei der Streckenabschnitt zwischen Jablanica und Mostar zunächst nur als Halbautobahn ausgebaut werden sollte. Allein auf diesem Teilstück wird es 38, zum Teil sehr lange Tunnel (über 3000 m bis 6500 m) geben. In Betrieb ist die Autobahn zwischen Zenica und Tarčin.

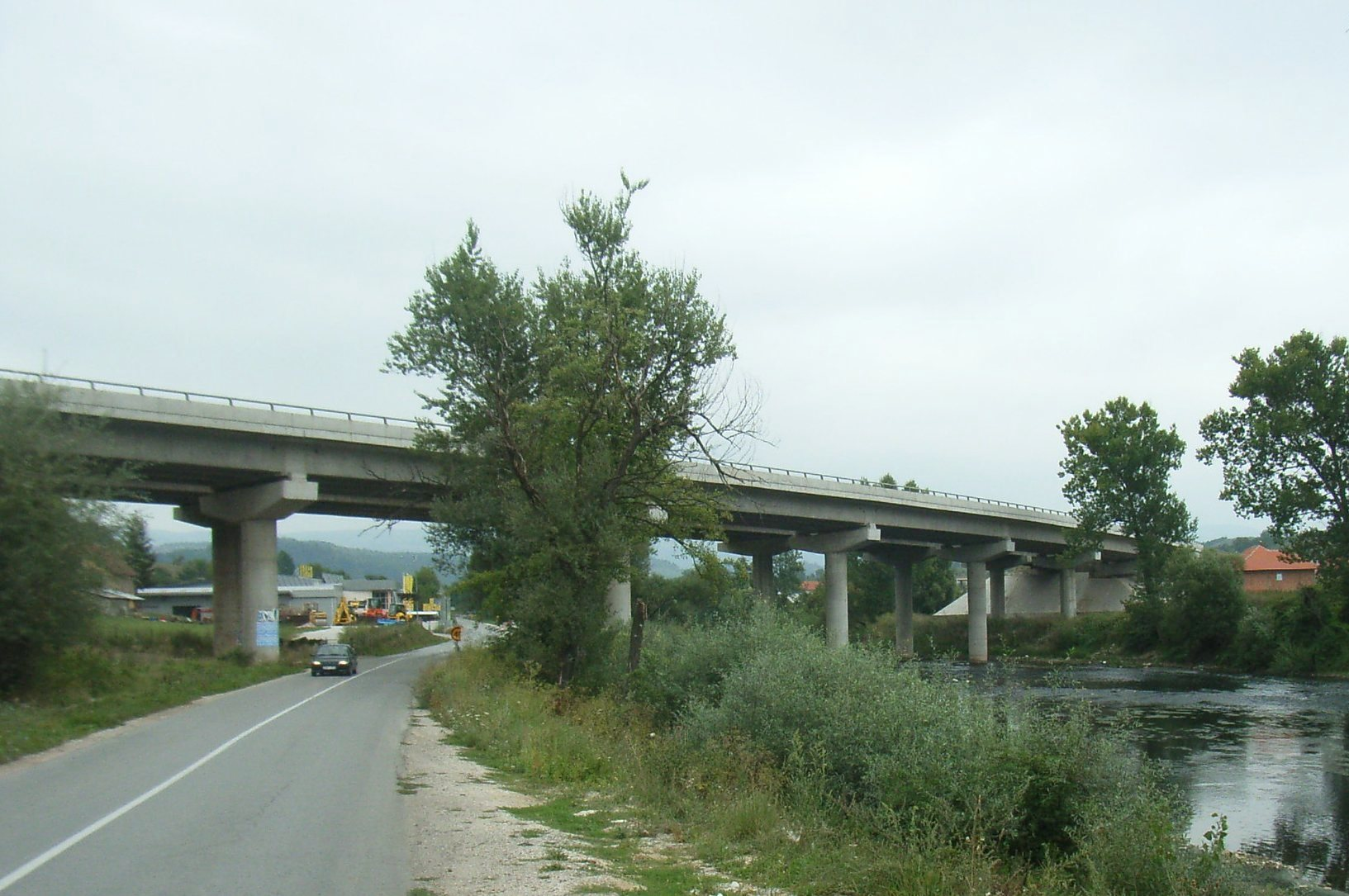
Brücke der A1 über die Bosna bei Visoko

Seit April 2008 ist die Autobahn mautpflichtig.